# Sydafrika
Sydafrika (engelska: South Africa; afrikaans: Suid-Afrika), formellt Republiken Sydafrika (engelska: Republic of South Africa; afrikaans: Republiek van Suid-Afrika), är en republik och suverän stat i Afrika, längst söderut på den afrikanska kontinenten. Sydafrika gränsar i norr till Namibia, Botswana och Zimbabwe samt i öster till Moçambique och Swaziland. Landet Lesotho är beläget som en enklav i Sydafrika.  
Klimatet är mestadels subtropiskt men med stora regionala variationer. Sydvästkusten har medelhavsklimat, östkusten är fuktig, och den nordvästra delen av landet har torrt klimat och är glesbefolkad. Det råder sötvattenbrist i hela landet förutom i Drakesbergen i öster. 
Sydafrikas inlandsplatå är en gammal urbergssköld och där finns världens rikaste guldfält. Området är även rikt på många andra mineraler, samt på diamanter och kol. Sydafrika är världens fjärde största exportör av kol. 
Landet har en välutbyggd industri och infrastruktur och spelar en betydande politisk och ekonomisk roll i regionen. Den största delen av energiproduktionen kommer från kolkraft. Sydafrika är världens femte största utsläppare av koldioxid vilket utgör nästan hälften av hela Afrikas utsläpp. 
Den sydafrikanska unionen upprättades 1910, när Oranjekolonin och Transvaalkolonin slogs samman med de brittiska besittningarna Kapprovinsen och Natal, på grundval av South Africa Act 1909. Landet hade status som dominion i det brittiska samväldet innan det 1961 utropade sig till republik och blev tvunget att utträda ur samväldet.
En internationell kampanj i Förenta nationerna (FN) inleddes för att isolera Sydafrika på grund av dess apartheidpolitik efter Sharpvillemassakern 1960 och den intensifierades under 1980-talet. Landet utestängdes därmed från flera internationella organisationer och evenemang, bl a olympiska spelen.
Apartheid började avskaffas 1990 under F.W. de Klerks regering. De tidigare så kallade bantustanerna, dvs ”hemländerna” som var områden i Sydafrika dit landets svarta befolkning hänvisades, upplöstes 1993 och införlivades i republiken Sydafrika.  Detsamma gällde de formellt självständiga republikerna Bophuthatswana, Ciskei, Transkei och Venda. Sedan 1994 styrs landet enligt demokratiska principer, och val med allmän rösträtt ersatte då de rasistiska röstningsregler som införts under apartheid. Dessa rasistiska regler förvägrade tidigare landets svarta majoritet rösträtt, och före 1984 även asiater och så kallade färgade dvs sydafrikaner av blandad härkomst.

## Historia

### Förhistoria
I Sydafrika har man gjort fynd av hominider som är mellan fyra och en miljoner år gamla, bland annat Australopithecus africanus och Australopithecus robustus. Av Homo sapiens finns det spår från för cirka 500 000 år sedan.
Sydafrikas första invånare tillhörde khoisanfolken, de båda närbesläktade folkslagen san och khoikhoi. Sanfolket, som tidigare kallades ”bushmän”, var ett jägarfolk som var utspritt över hela Sydafrika. Khoikhoi, tidigare kallade ”hottentotter”, höll redan för omkring 2 000 år sedan får, senare även kor, och bodde framför allt i de västra och sydöstra kusttrakterna, mellan dagens Namibia och Östra Kapprovinsen.
Under bantuexpansionen invandrade Xhosa och andra folkgrupper från Afrikas stora sjöar tillsammans med boskap. Invandringen tros ha startat för ungefär två tusen år sedan och pågått fram till 1400-talet.
Under den europeiska kolonisationen var den dominerande etniska gruppen bantu-talande folk. De två största historiska grupperna var Xhosa- och Zulu-folken.
Redan på 400-500 e.Kr. levde bantu-talande bönder och herdar söder om Limpopo-floden (den norra gränsen mellan Botswana och Zimbabwe). Dessa människor trängde bort, erövrade och smälte samman med de ursprungliga khoisantalande Khoikhoi och Sanfolken. Bantufolken flyttade sakta söderut. Xhosa folket var de som bosatte sig längst söderut och folkets språk innehåller vissa språkliga drag från Khoisan-folkets språk. Xhosa nådde Great Fish River i dagens Östra Kapprovinsen. När de migrerade ersatte och smälte de större järnålderspopulationerna samman med de tidigare folken.
De tidigaste användarna av järn tros ha påträffats redan omkring 1050 i områden som idag är provinsen KwaZulu-Natal i Sydafrika. 
År 1487 ledde den portugisiska upptäckaren Bartolomeu Dias en upptäcktsresa från Europa till södra Afrika. Den 4 december klev han i land vid Walvis Bay (nuvarande Walvis Bay i Namibia). Detta var söder om den sydligaste punkten som nåtts 1485 av den portugisiske navigatören Diogo Cao (Cape Cross, norra viken). Dias fortsatte söderut längs den västra kusten i södra Afrika. Trots hinder av stormar och utan att sikta land fortsatte seglingen längs med kusten den 8 januari 1488. Dias passerade den sydligaste punkten av Afrika utan att se den. Maj 1488 nådde han vad han kallade Rio do Infante efter att ha seglat långt uppåt Afrikas östra kust (förmodligen dagens Groot River). På sin återresa såg han dock udden och döpte den till Cabo das Tormentas (Stormarnas udde). Den portugisiske kungen Johan II döpte om udden till Cabo da Boa Esperanca (Godahoppsudden) på grund av möjligheterna som upptäckten förde med sig i och med sjövägen till Indien och österut. Dias navigeringsbedrifter kom senare att memoreras i Luis de Camoes episka portugisiska dikt, Os Lusiadas, 1572 (Lusiaderna).

### Kolonisationen
Det moderna Sydafrikas historia började år 1488 när den portugisiska sjöfararen Bartolomeu Dias rundade Afrikas sydspets och landsteg i Mossel Bay. Efter Dias kom andra portugisiska sjöfarare, bland dem Vasco da Gama, men det var på 1600-talet som den egentliga europeiska kolonisationen började.

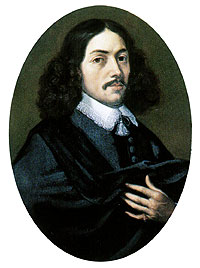
Jan van Riebeeck.

Mellan åren 1621 och 1651 anlände nära 500 skepp från Nederländska Ostindiska Kompaniet till Table Bay vid Kaphalvön. Afrikas sydspets fungerade som en rastplats för skepp på väg mot Indien, Kina och Sydostasien.
Nederländska Ostindiska Kompaniet utrustade 1652 en expedition, ledd av Jan van Riebeeck, som upprättade en bas i området, vilken försåg kompaniets fartyg med kött, grönsaker och vatten. Några f.d. tjänstemän vid basen fick tillåtelse att slå sig ned som bönder inne i landet, vilket ledde till den första sammanstötningen mellan européer och den inhemska befolkningen i Sydafrika.
År 1657, fem år efter van Riebeecks landstigning, utbröt en dispyt mellan invandrarna och afrikanerna. Van Riebeeck skrev i sin dagbok att det vore bättre om varje grupp hade sina egna domäner, eftersom de inte förstod varandra tillräckligt bra. Efter denna konfrontation växte spänningen mellan de två olika folken. Holländarna ansåg sig numera äga jorden och 1658 tillät Ostindiska kompaniet att slavar skulle fraktas till Kapkolonin. Dessa togs främst från Asien och dåvarande Ceylon och södra Indien, men också från Angola och Västafrika. Mot slutet av 1700-talet fanns 25 000 slavar i Kapkolonin.
Strider uppstod också mellan de europeiska bönderna och kompaniet, som inte ville förlora sitt handelsmonopol. Kompaniet började också driva storjordbruk i egen regi. De mest missnöjda bland de inhemska bönderna, khoi och det jagande och samlande sanfolket flyttade allt längre in i landet.

#### Den stora utvandringen

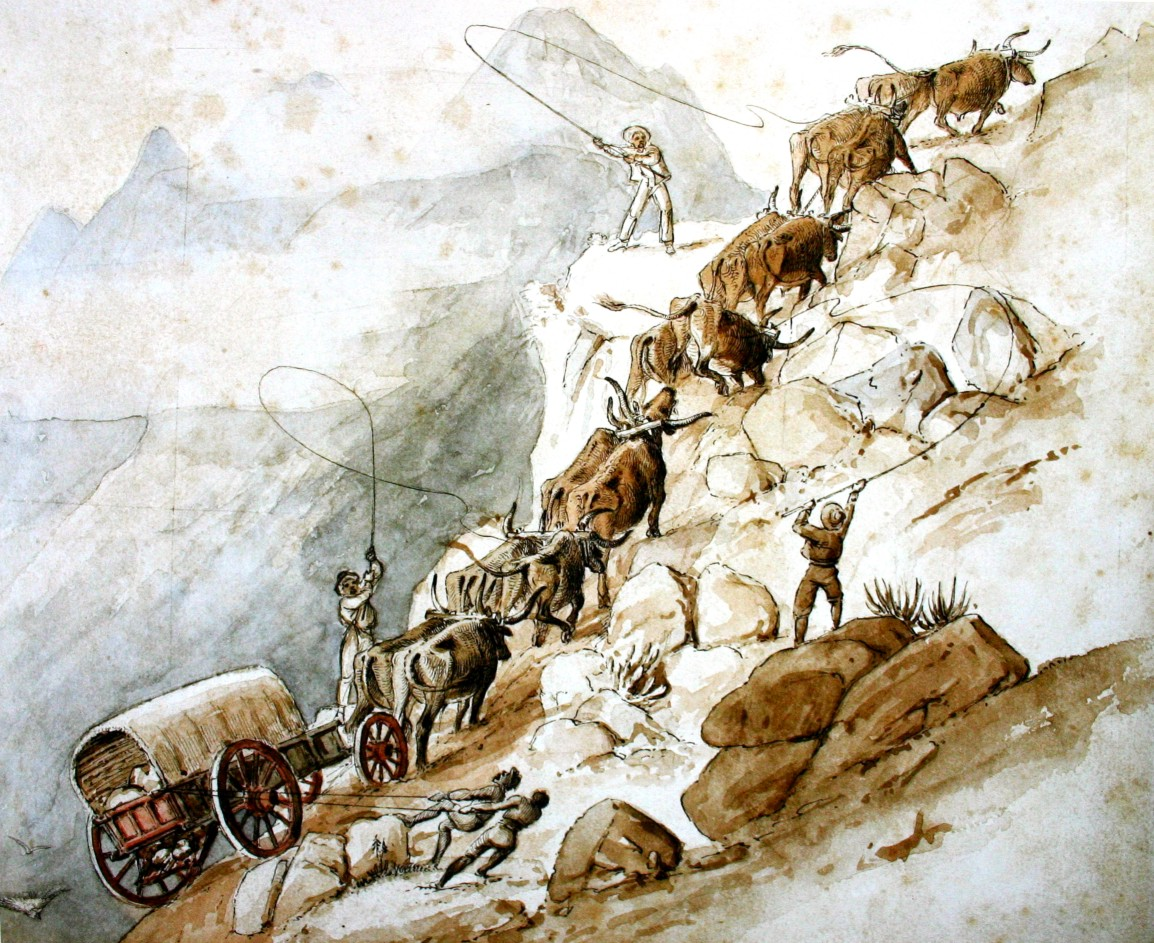
Samtida teckning av Die Groot Trek av Charles Collier Michell.

Efter Napoleonkrigen (1803–1815) behöll Storbritannien Kapområdet på grund av dess strategiska betydelse för sjöfarten till Indien. Omkring 5 000 brittiska kolonister sändes dit 1820. Boerna var missnöjda med den brittiska inblandningen. År 1837 bröt därför 4 000 boer upp från sina boplatser och drog sig norr om Orangefloden i det som kom att kallas ”den stora utvandringen” (Die Groot Trek). Detta var en mycket betydelsefull händelse i Sydafrikas historia genom att boerna nu blev spridda över stora delar av landets inre. De var orädda individualister som önskade leva sitt eget liv utan myndigheternas inblandning.
De flesta boer sökte sig till Natal, där en förtrupp dödades av zuluerna som fruktade denna vita invandring. Följande år tog boerna hämnd genom att med en styrka på 470 man besegra en zuluarmé på 12 000 man vid Blood River, då cirka 3 000 zuluer dödades. Boerna hade nu nästan full kontroll över Natal, men britterna som inte ville att en annan vit makt etablerade sig i kustområdet, annekterade Natal 1843. Storbritannien erkände dock boerrepublikerna Transvaals och Oranjefristatens självständighet 1852 respektive 1854.

#### Brittisk expansion
År 1868 annekterade Storbritannien Basutoland (Lesotho), och på 1870- och 80-talen övertog Kapregeringen de flesta av de små självständiga rikena i Transkei belägna mellan Kapstaden och Natal. På 1870-talet gjorde Storbritannien ett försök att bilda ett förbund av alla dessa små enheter, men försöket hade ingen större framgång. Däremot inlemmades Transvaal 1877 mot boernas vilja och krig bröt ut 1879 med zuluerna, när britterna försökte försvaga deras makt. Britterna lyckades besegra zuluerna men först sedan den brittiska armén lidit ett svårt nederlag. År 1881 besegrade Transvaals boer britterna vid Majuba och återvann därmed sin självständighet. Denna självständighet gick på nytt förlorad i andra boerkriget som inleddes med en brittisk invasion 1899, varpå britterna övertog makten i området.

### Sydafrikanska unionen

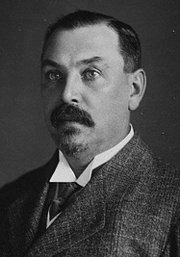
Louis Botha.

Den 31 maj 1910 bildades den Sydafrikanska unionen som en självstyrande dominion under den brittiska kronan med Louis Botha som premiärminister. Landets svarta befolkning gavs emellertid föga politiskt inflytande och 1912 bildades African National Congress (ANC) av bland annat Pixley ka Isaka Seme. Två år senare bildade boergeneralen James Hertzog Nationalistpartiet som afrikaanernas särskilda kamporgan gentemot brittiskt inflytande och kunde bilda en majoritet tillsammans med Labourpartiet 1924. I andra världskriget deltog unionen på de allierades sida sedan den probrittiske Jan Smuts övertagit ledarskapet från den protyske Hertzog. Försämrad levnadsstandard och ökad inflyttning av svart arbetskraft till städerna gynnade Daniel Malans radikala nationalister, som efter 1948 års val kunde bilda regering, vilket inledde den så kallade apartheidtiden (apartheid, afrikaans för "åtskillnad").[källa behövs]  Två år senare, 1950, antogs Group areas act som innebar att svarta, vita och färgade separerades i samhället. Under följande år förvisades svarta sydafrikaner de "hemländer” som skapats genom införandet av 1913 års jordlag. Efter Sharpevillemassakern 1960 förbjöds båda motståndsrörelserna Afrikanska nationalkongressen (ANC) och Panafrikanska kongressen (PAC).

### Republiken Sydafrika
År 1961 lämnade Sydafrika Samväldet, detta efter brittisk kritik mot raspolitiken som medförde att utropade premiärminister Hendrik Verwoerd landet som en republik. Sveriges statsminister Olof Palme var en av de första statsministrarna i världen att fördöma Sydafrikas apartheid.

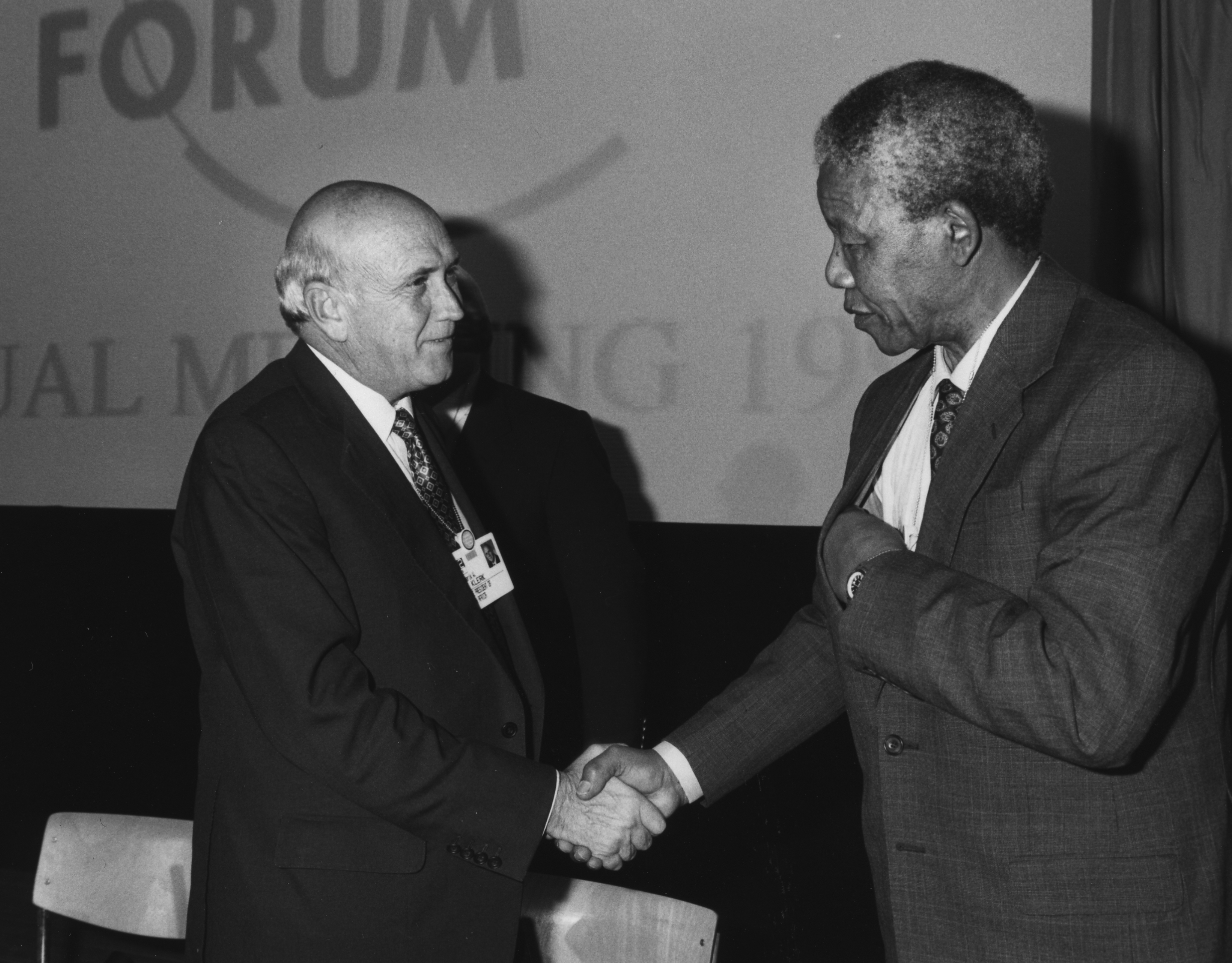
F.W. de Klerk och Nelson Mandela, 1992.

Svåra oroligheter, internationella bojkotter och en tidvis ansträngd ekonomi föranledde en reformprocess under 1980-talet, vilken eskalerade när nationalistregeringen började förlora stöd till förmån för liberala och radikalt konservativa partier. År 1990 frigavs ANC-gestalten, från 1991 dess ledare, Nelson Mandela genom statspresident F.W. de Klerks försorg och i de första allmänna valen 1994 vann  ANC under Mandelas ledning en jordskredsseger.
Under apartheidregimens kulmen under 1970-talet utvecklade Sydafrika ett fåtal primitiva kärnvapen med israeliskt stöd. Kärnvapnen hade enbart uran som klyvbart material, inte plutonium. De förstördes frivilligt under reformprocessen, något som inte blev offentliggjort förrän 1993. 
År 1990 blev Namibia självständigt från Sydafrika. Efter en övergångsperiod med delat styre lämnades år 1994 den sydafrikanska exklaven Walvis Bay, en strategiskt viktig djuphavshamnstad, samt de obebodda Pingvinöarna tillbaka till Namibia.

## Geografi

Karta över Sydafrika

Landet har kust mot Indiska oceanen i öst och Atlanten i väst, samt gränsar i norr till Namibia, Botswana och Zimbabwe, i öst till Moçambique och Swaziland. Lesotho utgör en enklav i Sydafrikas östra del. 
Sydafrika omfattar även de obebodda öarna Prins Edwardöarna (Prins Edwardön och Marionön) i Indiska oceanen, cirka 1 900 kilometer sydost om Kapstaden. [källa behövs]

### Topografi

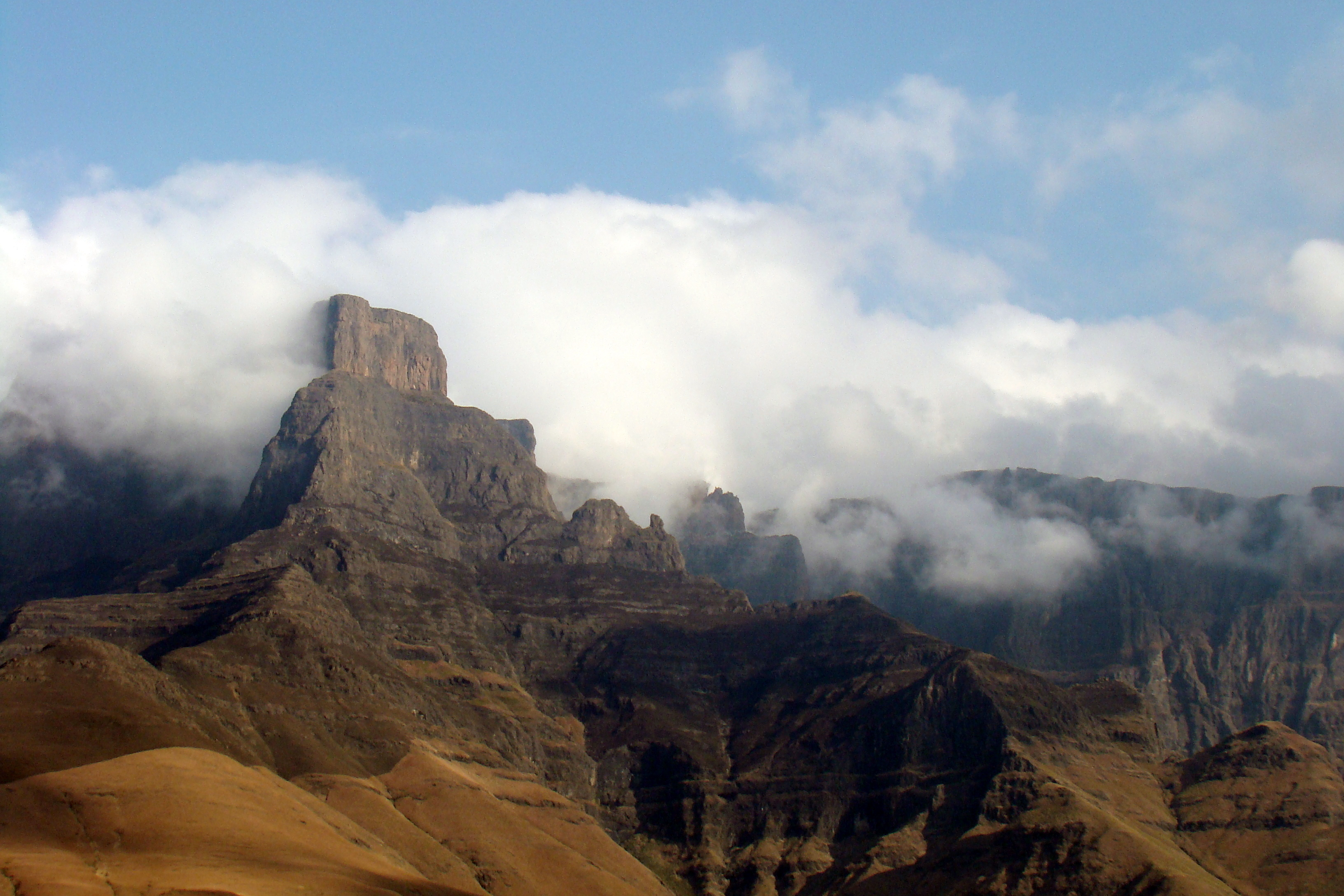
Drakensberg

Landskapet domineras av en stor inlandsplatå med omgivande bergsområden. Längs kusten ligger en låg, smal kustzon.[källa behövs]
Sydafrika kan delas in i tre naturgeografiska zoner: den breda inlandsplatån, de omkringliggande bergsområdena och en smal, låg kustremsa.
Den stora inlandsplatån (på en höjd mellan 900 och 1 800 meter över havet) är en gammal urbergssköld, Kalaharikratonen, uppbyggd av gnejser och graniter som är tre miljarder år gamla och tillhör jordens äldsta formationer. Här ligger Witwatersrand eller The Rand, en bergås som sträcker sig 300 km i öst–västlig riktning, med en högsta höjd på 1 800 meter över havet, och som innehåller världens rikaste guldfält. Platån avgränsas av randberg, i öster det över 3 300 meter höga Drakensberg, i söder bland annat Sneeuberge och Swartberge. Över den böljande högslätten reser sig många platåberg, så kallade kopjes.
Från randbergen sänker sig landet i terrasser ner mot kusten, som i väster är låg och platt, i söder och öster brant och genombruten, och norr om Durban låg och sumpig. Djupa floddalar bidrar till att ge bergen ett vilt och dramatiskt utseende. Vattenföringen i nästan alla floder är periodisk, och floderna är därför dåligt lämpade för kraftproduktion. Till och med den viktigaste floden, Oranje, är nästan uttorkad när den når fram till havet. Den rinner, liksom dess biflod Vaal, upp i randbergen i öst. Floderna är inte heller farbara, men används till konstbevattning av jordbruksområden.
I sydväst präglas landskapet av långsträckta veckberg, som sträcker sig norrut och österut från Kapstaden och bildar en genombruten kustlinje där de löper ut i havet. Kusten är annars jämn, med få inbuktningar. Kontinentalsockeln är liten, och kusten stupar brant ner mot stora havsdjup. I platåns sedimentära bergarter finns moränavlagringar från en istid under perm. I dalarna finns mjukare skifferlager som ger god odlingsjord.

### Klimat
Klimatet i Sydafrika är för det mesta subtropiskt, men med stora regionala variationer. En del platser i inlandet har klimat av kontinental art, kustområdet i sydväst har medelhavsklimat. Det subtropiska högtrycksbältet förstärks över land under vintern (maj–augusti), och försvagas under sommaren, då det genomgående faller mest nederbörd. I den västliga delen är klimatet torrare, och då särskilt i nordväst, där årsnederbörden ligger under 200 mm. Längst i sydväst faller det emellertid ett betydande vinterregn som ger medelhavsklimat. Nederbörden i den östliga delen är större på grund av passaden, och varierar i stort mellan 500 och 1 000 mm, med ett tydligt sommarmaximum. Torka är emellertid alltid ett hot. Omkring hälften av landet får mindre än 400 mm nederbörd om året. Dessutom är avdunstningen betydande. Medeltemperaturen i juni–juli är omkring 10–15 °C, i januari–februari 20–25 °C. På den stora centralplatån ger den torra luften stora temperaturväxlingar mellan dag och natt.
Den nordvästra delen av landet är regnfattig med utbredda stäpp- och ökenområden, och denna landsdel är också betydligt mer glesbefolkad. I sydväst råder medelhavsklimat, exempelvis kring Kapstaden.
| Sydafrikas klimat | Sydafrikas klimat | Sydafrikas klimat | Sydafrikas klimat | Sydafrikas klimat | Sydafrikas klimat | Sydafrikas klimat | Sydafrikas klimat | Sydafrikas klimat | Sydafrikas klimat | Sydafrikas klimat | Sydafrikas klimat |
|                   | Varmast           | Max               | Min               | Kallast           | Max               | Min               | Årsnederbörd      | Våtast            | mm                | Torrast           | mm                |
| ----------------- | ----------------- | ----------------- | ----------------- | ----------------- | ----------------- | ----------------- | ----------------- | ----------------- | ----------------- | ----------------- | ----------------- |
| Kapstaden         | jan–feb           | 26                | 16                | juli              | 17                | 7                 | 510               | juli              | 89                | feb               | 8                 |
| Bloemfontein      | jan               | 30                | 16                | juli              | 16                | 1                 | 565               | jan               | 91                | juni              | 8                 |
| Upington          | jan–feb           | 35                | 19                | juli              | 21                | 5                 | 155               | mars              | 43                | juni–sept         | 3                 |
| Durban            | jan–feb           | 27                | 21                | juli              | 22                | 11                | 1010              | mars              | 130               | juli              | 28                |
| Johannesburg      | dec–jan           | 26                | 14                | juni–juli         | 17                | 4                 | 710               | dec               | 124               | juni–aug          | 8                 |
| Polokwane         | dec–jan           | 27                | 16                | juni–juli         | 19                | 3                 | 520               | jan               | 99                | juni              | 3                 |

### Växt- och djurliv
Vinterregnområdet vid sydvästkusten har en tempererad oceanisk flora och vegetation med medelhavsprägel, medan sydostkusten har subtropisk regnskog. I inlandet är det savann- och stäppvegetation, som mot norr och väst går över i halvöken och öken. Speciellt floran i sydväst är artrik och särpräglad, och väsensskild jämfört med den i Afrika i övrigt, men med tydliga likheter med Australiens.
Det finns lite fler än 20 000 växtarter i Sydafrika, vilket är omkring 10 procent av samtliga kända arter i hela världen. I Fynbos, ett smalt bälte med buskvegetation i södra Västra Kapprovinsen, finns fler än 9 000 av dessa arter (vilket betyder att det är en av världens livsviktiga koncentrationer av biologisk mångfald). De flesta är ständigt gröna växter med hårda, smala, nålliknande blad, så kallade fetbladsväxter. Av cirka 6 000 arter av fröväxter i Kaplandet är ett mycket stort antal endemiska, bland annat talrika arter i familjen Proteaceae. Omkring 130 av alla arter i släktet Protea finns i Sydafrika. Kaplandets 550 Erica-arter är med få undantag endemiska. Även om det finns en stor artrikedom av växter i landet så är endast omkring en procent av Sydafrikas yta skog. Denna finns nästan uteslutande längs kusten mot Indiska oceanen i provinsen KwaZulu-Natal. I denna provins återfinns också det största antalet trädarter utanför de tropiska regnskogarna.
Sydafrika är hem åt de så kallade "Big Five": afrikansk elefant (Loxodonta africana), afrikansk buffel (Syncerus caffer), lejon (Felis leo), leopard (Felis pardus) och två arter av noshörning: svart (Diceros bicornis) och vit noshörning (Ceratotherium simum). Vidare återfinns cirka 10 % av världens däggdjursarter i landet.[källa behövs]

### Miljöproblem
Avsaknad av stora floder och insjöar gör att man måste begränsa användningen av färskvatten vilket leder till problem att få vattnet att räcka till. En stor del av landets vattentillgångar finns i Drakensbergen, som återfinns på FN:s världsarvslista. Det finns oro för att den ökande efterfrågan på vatten i framtiden kommer att leda till en förödande exploatering av bergen och dess unika miljö. Andra miljöproblem är vatten- och luftföroreningar samt jorderosion.[källa behövs]

## Styre och politik

### Författning och styre
Den sydafrikanska konstitutionen har en ovanlig konstruktion med en stark president som är vald av parlamentet. I de flesta länder som låter parlamentet välja president är dennes roll ceremoniell, se exempelvis Tyskland och Israel. Sydafrika post-apartheid har hittills haft fem presidenter Nelson Mandela (1994–1999), Thabo Mbeki (1999–2008), Kgalema Motlanthe (2008–2009), Jacob Zuma (2009–2018) och Cyril Ramaphosa (2018–). Thabo Mbeiki tvingades bort från makten av det egna partiet, ANC, i september 2008, som en följd av inre stridigheter mellan honom och ANC-presidenten Jacob Zuma. Under hösten 2008 bildade utbrytare från ANC ett nytt parti, Cope som strävade efter att utmana ANC.[källa behövs]
I februari 2018  valde Sydafrikas parlament  vicepresident Cyril Ramaphosa till ny president efter den korruptionsanklagade Jacob Zuma, som avgick.
Sydafrikas nuvarande konstitution utformades efter apartheidtiden och bevarar det republikanska statsskicket men har kompletterats med bland annat en ny rättighetsdeklaration (bill of rights) som garanterar alla medborgare samma rättigheter och innehåller ett av världens starkaste konstitutionella skydd mot diskriminering, inte bara på grund av etnisk härkomst utan också på grund av bland annat kön och sexuell läggning. Högsta domstolen roll stärktes också och den har spelat en ökande roll, exempelvis fastslog den 2005 att den sydafrikanska äktenskapslagstiftningen stred mot konstitutionens diskrimineringsförbud och krävde att en könsneutral äktenskapsbalk skulle införas, något som skedde 2006.[källa behövs]

### Administrativ indelning
Sedan 1994 är Sydafrika indelat i nio provinser:
| Sydafrikas provinser | Sydafrikas provinser    | Sydafrikas provinser | Sydafrikas provinser |
| Provins              | Huvudstad               | Area i km²           | Invånarantal (2007)  |
| -------------------- | ----------------------- | -------------------- | -------------------- |
| Fristatsprovinsen    | Bloemfontein            | 129 480              | 2 773 059            |
| Gauteng              | Johannesburg            | 17 010               | 10 451 713           |
| KwaZulu-Natal        | Pietermaritzburg        | 92 100               | 10 259 230           |
| Limpopo              | Polokwane (Pietersburg) | 123 910              | 5 238 286            |
| Mpumalanga           | Nelspruit               | 79 490               | 3 643 435            |
| Nordvästprovinsen    | Mafikeng                | 116 320              | 3 271 948            |
| Norra Kapprovinsen   | Kimberley               | 361 830              | 1 058 060            |
| Västra Kapprovinsen  | Kapstaden               | 129 370              | 5 278 585            |
| Östra Kapprovinsen   | Bhisho                  | 169 580              | 6 527 747            |

Sydafrikas provinser

Före valet 1994 bestod Sydafrika av endast fyra provinser samt ett antal bantustaner ("hemländer"), varav vissa hade begränsat självstyre och andra utropades som självständiga stater, något som dock inte erkändes av andra än Sydafrika. Den tidigare Kapprovinsen delades upp i Östra Kapprovinsen, Västra Kapprovinsen, Norra Kapprovinsen samt delar av Nordvästprovinsen. Oranjefristaten blev Fristatsprovinsen. Transvaal delades upp i Gauteng, Limpopoprovinsen, Mpumalanga samt delar av Nordvästprovinsen, och Natal blev KwaZulu-Natal.

### Internationella relationer
Sydafrika var i slutet av 2000-talet medlem i FN och de flesta av FN:s organisationer, bland andra Världsbanken, och dessutom av bland andra Världshandelsorganisationen (WTO), Commonwealth (uteslutet 1961–1994), Afrikanska unionen (AU) och Southern African Development Community (SADC). Efter regimskiftet 1994 har Sydafrika blivit en av Afrikas stormakter, med betydande regionalt diplomatiskt inflytande.

### Försvar
Den sydafrikanska försvarsmakten, South African National Defence Force (SANDF), bildades i sin nuvarande utformning efter apartheids avskaffande. I SANDF integrerades den tidigare apartheidrepublikens krigsmakt, South African Defence Force (SADF), med de så kallade hemländernas väpnade styrkor, samt med de gerillaförband som deltog i den väpnade kampen mot apartheid, såsom African National Congress Umkhonto we Sizwe, Pan Africanist Congress APLA och Inkatha Freedom Partys Self-Protection Units. Integrationen avslutades 2004 och det nya SANDF har övertagit det mesta av SADF:s organisation och materiel.
Sydafrika är det enda landet i världen som först har utvecklat och sedan självständigt avskaffat sina egna kärnvapen, något som dessutom gjort det till det enda landet i Afrika som någon gång har haft kärnvapen. Det ursprungliga skälet för att utveckla kärnvapnen var att Sydafrika blev isolerat under kalla kriget. 1974 träffade den sydafrikanske preliminärminister John Vorster den israeliske försvarsministern Shimon Peres. Detaljer från mötet är okända men enligt historiker förhandlade länderna om att utveckla ett gemensamt kärnvapenprogram där Israel delade med sig av sitt tekniska kunnandet till Sydafrika, som i sin tur bidrog med sina relativt stora uranreserver. Sydafrikas första kärnvapen av sju blev färdigt år 1979. År 1989 började staten avskaffa sina atombomber då Frederik de Klerk, som ville stoppa den Sydafrikas internationella isolering, valdes till president och det kalla kriget började nå sitt slut. År 1991 hade alla landets atombomber avvecklats.

## Ekonomi och infrastruktur

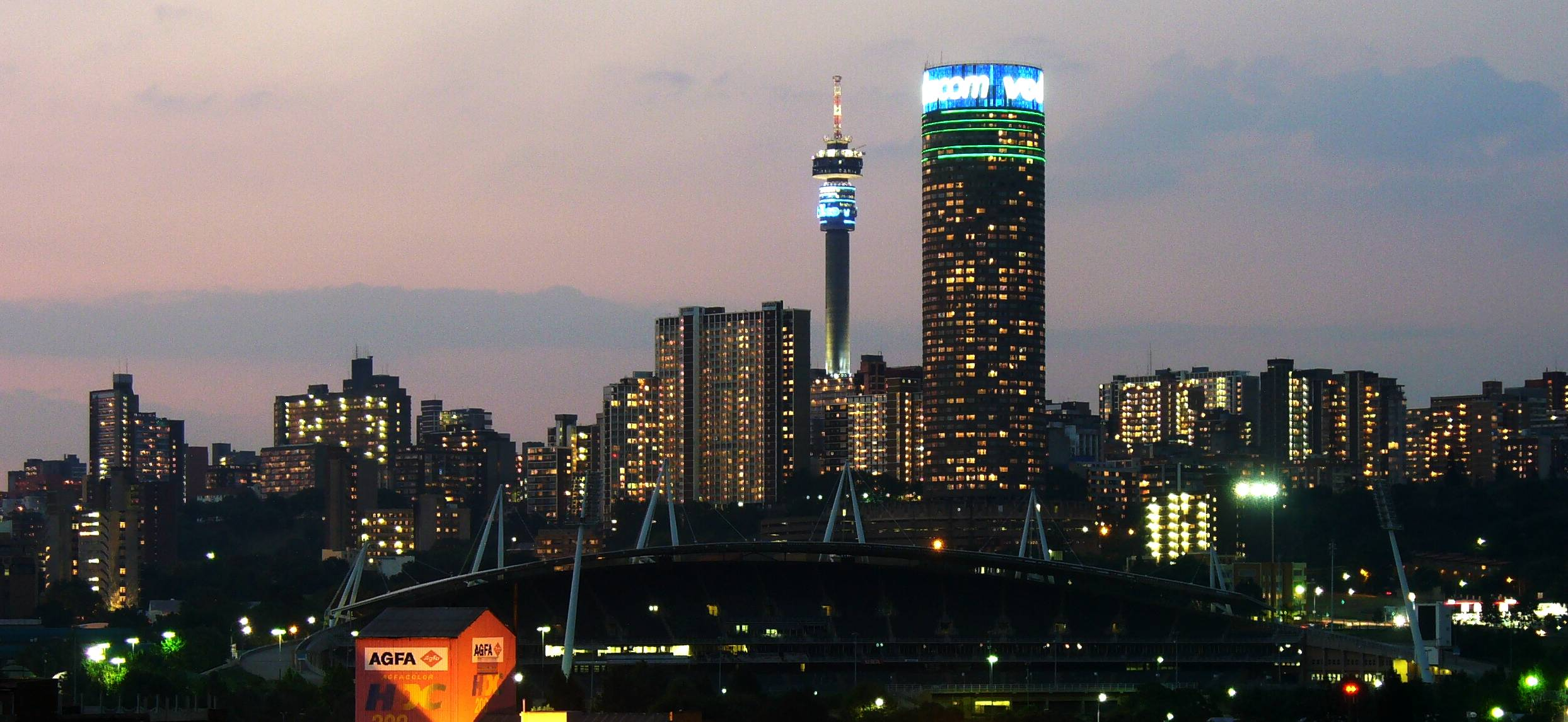
Johannesburg, Sydafrikas finansiella centrum.

Sydafrika är ett medelinkomstland med ett överflöd av naturresurser, välutvecklad ekonomi, lagstiftning, kommunikationssektor, energiförsörjning och transportsektor. Den sydafrikanska börsen är bland de tjugo största i världen och infrastrukturen är modern. Trots detta har den ekonomiska tillväxten inte varit tillräckligt stark för att minska den höga arbetslösheten och stora ekonomiska problem finns kvar sedan apartheidtiden, speciellt en utbredd fattigdom och stora inkomstskillnader. Stor immigration ifrån andra afrikanska länder spär på fattigdomsproblemen. Samtidigt sker en kraftig emigration från Sydafrika av välutbildade sydafrikaner, som lämnar landet främst beroende på det ökade våldet.
Ett stort bidrag till den sydafrikanska ekonomin är den snabbt växande turismsektorn, där största andelen är ekoturism och annan turism kopplad till "safariutflykter". Siffror över hur mycket pengar sektorn genererar till landet är osäkra, men ligger troligen på runt 100 miljarder rand per år.

### Näringsliv

#### Energi och råvaror
I Sydafrika står kolkraft för en stor del av energiförsörjningen. Kolindustrin går så bra att landet exporterar kol. Sydafrika är på fjärde plats bland de länder som exporterar mest kol och nummer fem på listan över  största kolförbrukare. 
Sedan 2007 byggs ett av världens största kolkraftverk, Medupi Power Station, med hjälp av pengar från Världsbanken. Detta kolkraftverk beräknas vara färdigställt 2024[Uppdatering behövs] och kommer att producera kolkraft i över 40 år. Kolkraften står för 90 procent av landets energiförsörjning men trots Medupis kapacitet kommer den inte att räcka till om ett par år, då efterfrågan på elektricitet hela tiden ökar.
Sydafrikas beroende av kolkraft gör att landet 2009 var ett av de 20 länder i världen som släppte ut mest koldioxid, och landet står för nära hälften av Afrikas totala koldioxidutsläpp. Ett av Sydafrikas millenniemål är dock att minska koldioxidutsläppen. År 2009 rankades Sydafrika som nummer 12 på EIA:s lista över koldioxidutsläpp per land med ett utsläpp av koldioxid totalt på 450 440 000 ton eller 9,18 ton per capita. Vid FN:s klimatkonferens i Köpenhamn 2009 meddelades att landet har som mål att minska utsläppen av koldioxid med 34% fram till 2020 och med 42 procent  till 2025, jämfört med BAU (business as usual), under förutsättning av tillräckligt internationellt finansiellt och teknologiskt stöd. Målets tidslinje sträcker sig därmed sedan 2009 bortom 2015, det år som var millenniemålens första målsättning. Av oberoende organisationer, bland annat miljöorganisationer, har målet fått kritik för att vara otydligt på grund av att BAU inte klart preciserades i målet. Till en del har målet därefter förtydligats, bland annat har en beskrivning av förväntad utsläppskurva gjorts, med en topp kring 2025, och ett mål har satts i form av att utsläppsintervallet mellan 2025 och 2030 ska vara begränsat till mellan 398 och 614 miljoner ton. Att formulera målet som ett utsläppsintervall istället för ett specifikt värde har dock också mött kritik som otydligt och utsläppsintervallet har också kritiserats för att vara för brett. År 2014 var Sydafrikas utsläpp av koldioxid totalt 489 772 000 ton eller 9,05 ton per capita.
Sydafrika är ett av världens snabbast växande länder när det gäller användningen av solenergi på grund av regeringens långsiktiga satsning på att öka elproduktionen med hjälp av förnybara energikällor. När Världsbanken finansierade bygget av kolkraftverket Medupi ingick också byggandet av 100 megawattimmar solpaneler. Denna satsning räknas som Sydafrikas största inom förnybar energi. Solkraftssatsningen kommer att generera 130 gigawattimmar per år vilket täcker elbehovet hos runt 36 000 sydafrikanska hushåll. Satsningen kommer även att minska koldioxidutsläppen med runt 130 000 ton.
Sydafrika har många och rika naturtillgångar, däribland guld, krom, antimon, kol, järnmalm, mangan, nickel, fosfat, tenn, uran, diamant, platina, koppar, vanadin, naturgas och petroleum. Diamantgruvan Big hole tillkom efter att diamanter upptäcktes vid Colesberg Hill 1871 och är det djupaste hålet i världen som grävts för hand. Andra kända gruvor är Premier Mine i Cullinan där den berömda Cullinandiamanten hittades.

### Infrastruktur

#### Utbildning och forskning
I Sydafrika börjar barnen i skolan när de är sex år. Barnen börjar då i Primary school. Efter Primary School går eleverna vidare till Secondary School. Efter årskurs nio måste man inte fortsätta högre, men har man råd och har man viljan kan man fortsätta till High School och gå ytterligare tre år. Allt som allt blir det då tolv skolår. Väldigt få elever fortsätter även upp till "grade 13" som är ytterligare ett år i skolan. Därefter kan man fortsätta till universitetet.
Skolorna i Sydafrika får ett bidrag från staten varje år men de allra flesta skolorna kompletterar dock det statliga bidraget med andra pengar, såsom skolavgifter, insamlingsevenemang eller donationer. Har föräldrarna inte råd att betala skolavgiften finns det statliga bidrag att söka.[källa behövs]
Engelska och afrikaans har traditionellt varit de dominerande språken i sydafrikanska skolor.

#### Sjukvård, andra viktiga samhällstjänster
I Sydafrika finns parallella privata och offentliga system. Det offentliga systemet betjänar den stora majoriteten av befolkningen, men är kroniskt underfinansierat och underbemannat. De rikaste 20 procent av befolkningen använder det privata systemet och har härigenom en mycket bättre tillgång till sjukvård. År 2005 använde Sydafrika 8,7 procent av BNP på sjukvård, eller US$ 437 per capita. Av detta var cirka 42 procent statligt bidrag. Runt 79 procent av läkarna arbetar inom den privata sektorn.
Sjukförsäkring
Den nuvarande regeringen arbetar för att etablera en nationell sjukförsäkring (NHI). Även om detaljerna och konturerna runt förslaget ännu inte släppts, är syftet med förslaget att hitta ett sätt att göra vården mer tillgänglig för dem som idag inte har råd med den eller vars situation hindrar dem från att få de tjänster de behöver.
Fonden förväntas få sina intäkter från generella skatter och någon form av sjukförsäkringsavgift. Den föreslagna fonden är tänkt att fungera som ett sätt att ge vård till alla invånare i Sydafrika utan att andra sociala tjänster drabbas.

## Befolkning

### Demografi
Befolkningstillväxten under perioden 1994–2004 var 1,4 procent per år (mot 2,3 procent 1985–1995). Den förväntade livslängden har sedan mitten av 1990-talet gått dramatiskt nedåt. Enligt Världshälsoorganisationen var 2005 den förväntade livslängden för kvinnor 49 år (mot 68 år 1995), och för män 47 år (mot 63 år 1995). Denna nedgång orsakas av hiv/aids; enligt FN levde uppskattningsvis 5,5 miljoner sydafrikaner med hiv/aids år 2005.
Landet upplevde de senaste ca. 100 åren en stor befolkningsökning, från 6,5 miljoner invånare år 1915 steg till 54 miljoner invånare år 2015.

#### Större städer
De största städerna är Kapstaden, Durban, Johannesburg och Pretoria.

#### Urbanisering
| <1 /km² 1–3 /km² 3–10 /km² 10–30 /km² 30–100 /km² | 100–300 /km² 300–1000 /km² 1000–3000 /km² >3000 /km² |

Befolkningstäthet i Sydafrika (2011).
<1 /km²
1–3 /km²
3–10 /km²
10–30 /km²
30–100 /km²
100–300 /km²
300–1000 /km²
1000–3000 /km²
>3000 /km²

68,3 procent av befolkningen bor i städer och andra tätorter (2022). Landets befolkning är till stor del fördelad enligt naturgeografiska och klimatiska förutsättningar. Den östliga kustremsan är relativt tätbefolkad, och där är även nederbörden större än på andra ställen. Det fuktiga klimatet ger bättre förutsättningar för olika slags odling, och närheten till havet innebär också möjligheter till fiske och sjötransporter.[källa behövs]

#### Minoriteter
Sydafrikas befolkning är etniskt mycket komplex, och det har varit en stor invandring till landet också från länder utanför Afrika – särskilt av européer och asiater. Enligt statistiken från 2014 utgjorde svarta och färgade 80,2 procent respektive 8,8 procent av befolkningen, medan vita och asiater utgjorde 8,4 procent respektive 2,5 procent av befolkningen.
Den långt största huvudgruppen består av svarta, vilka tillhör olika bantutalande folk. På språklig grund och utifrån historiska traditioner indelas den svarta befolkningen i fyra huvudgrupper: nguni, sotho, venda och tsonga. Nguni är den största gruppen och omfattar folken zulu (den största etniska gruppen i landet), xhosa, swazi och ndebele. Deras traditionella område är det östra kustlandet, från KwaZulu-Natal till Östra Kapprovinsen. Swazierna lever i gränsområdena mot Swaziland.
En annan stor grupp är sotho, av vilka de flesta som tillhör den sydliga grenen lever i den självständiga staten Lesotho och omkringliggande delar av Sydafrika; den nordliga grenen, som också kallas pedi, lever särskilt i Polokwane och Potgietersrus i norr. Den västliga grenen, som vanligtvis kallas tswana, utgör huvudbefolkningen i Botswana; den största delen av Sydafrikas tswana-befolkning lever i de områden som gränsar till Botswana och i Kapprovinserna.
En mindre grupp är venda, som har sin traditionella utbredning i gränslandet mot Zimbabwe och Moçambique. Tsonga-gruppen, som också kallas shangana, tillhör ett folk som i huvudsak bor i Moçambique. Befolkningen av europeisk härkomst är i huvudsak tudelad, mellan engelsktalande och afrikaanstalande. Det finns även stora grupper av greker, italienare och portugiser. Afrikaanerbefolkningen härstammar från nederländska, franska och tyska nybyggare. Den asiatiska gruppen består framför allt av ättlingar till indiska invandrare, därefter av malajer. Särskilt i Kapprovinserna finns det ett stort inslag av så kallade färgade (”coloureds”), det vill säga folk av blandat ursprung.

### Språk
| Afrikaans Engelska Ndebele Xhosa Zulu Nordsotho | Sotho Tswana Swazi Venda Tsonga Inget dominerande |

Dominerande språk i Sydafrika (2011).
Afrikaans
Engelska
Ndebele
Xhosa
Zulu
Nordsotho
Sotho
Tswana
Swazi
Venda
Tsonga
Inget dominerande

Sydafrika hade ursprungligen två officiella språk: engelska och nederländska; det senare ersattes av afrikaans 1925. 1994 förklarades även nio bantuspråk som officiella språk: xhosa, zulu, siswati (swazi), nordsotho (pedi), sydndebele, sydsotho, setswana, venda och thonga (tsonga). Bantuspråk talas av sammanlagt omkring 38 miljoner människor som förstaspråk.
Av den vita befolkningen talar cirka två tredjedelar afrikaans och en tredjedel engelska. Engelska är andraspråk för ungefär 11 miljoner människor. Bland den asiatiska befolkningsgruppen dominerar indiska språk (bland annat hindi, urdu och gujarati). Den färgade befolkningen av blandat ursprung talar i stor utsträckning afrikaans.
Det är vanligt att sydafrikaner använder två språk i samma mening, så kallad kodväxling. 
De vita behärskar vanligen engelska och afrikaans, men sällan de övriga afrikanska språken medan svarta tenderar till att kunna fler språk.

### Religion
Vid folkräkningen 2001 bekände sig 79,8 procent av befolkningen till kristendomen. Andra större religiösa grupper är muslimer (1,5 procent), hinduer (1,2 procent), judar (0,2 procent) och buddhister. 15,1 procent av befolkningen såg sig inte som knuten till någon religion, medan 0,3 procent utövade någon form av traditionell afrikansk religion och 0,6 procent tillhörde någon annan religion. 1,4 procent redovisades som "odefinierad".

### Sociala förhållanden

#### Funktionshindrades situation
Cirka 4 miljoner av landets 51,2 miljoner invånare har någon form av funktionsnedsättning, vilket är ungefär 5 procent av landets befolkning. Den vanligaste orsaken är att man har någon typ av rörelsehinder. Personer med någon form av funktionsnedsättning, har under en lång tid varit segregerade från samhället, men idag har Sydafrika genom sin politik försökt öka funktionshindrades integration, representation och deltagandet inom alla delar i samhället.
Sydafrikas grundlag förbjuder att personer med funktionsnedsättning diskrimineras, men de uppges fortfarande ha sämre möjligheter att ta sig in på arbetsmarknaden, även om staten har finansierat olika projekt för att öka deras rättigheter i samhällslivet. I Sydafrika har både ignorans och motstånd hos arbetsgivare varit hinder för att anställa funktionshindrade, vilket har gjort att dessa länge blivit diskriminerade och haft svårt att kunna ta sig in i samhället och på arbetsmarknaden. Till skillnad från USA, där 35 procent av alla med någon form av ett funktionshinder har en anställning, ligger Sydafrika långt efter, och det är endast 0,8 procent av de funktionshindrade som har en anställning.
Många sydafrikanska barn som lever med en funktionsnedsättning får vanligtvis inte gå i skolan och blir också ofta utsatta för olika typer av övergrepp och misshandel.

### Hälsa
Sydafrika är ett av de mest hiv- och aidsdrabbade länderna i världen, med cirka 7,8 miljoner, 19,1 % av befolkningen, smittade år 2020. Hiv och aids är också den vanligaste dödsorsaken i landet, enligt uppgifter från år 2019, följt av infektion i nedre luftvägarna och hjärtsjukdom.
Vanliga infektionssjukdomar i Sydafrika är bakteriell diarré, tyfus och hepatit A. Dessa infektionssjukdomar orsakas vanligtvis av infekterad mat eller vatten som konsumeras. Sydafrika är en utvecklingsland och på grund av detta är tillgången till sanitetsanläggningar ojämn om man jämför tätorter och landsbygd.

### Övriga befolkningsdata
Den senaste folkräkningen hölls den 10 oktober 2011 och då uppgick den faktiskt befintliga befolkningen i Sydafrika (de facto) till 51 770 560 invånare, varav 25 188 791 män och 26 581 769 kvinnor. Folkräkningar hade tidigare hållits 2001, 1996, 1991, 1985, 1980, 1970, 1960 och 1951; dock togs befolkningen i bantustanerna inte med i folkräkningarna från 1980 till 1991.

## Kultur

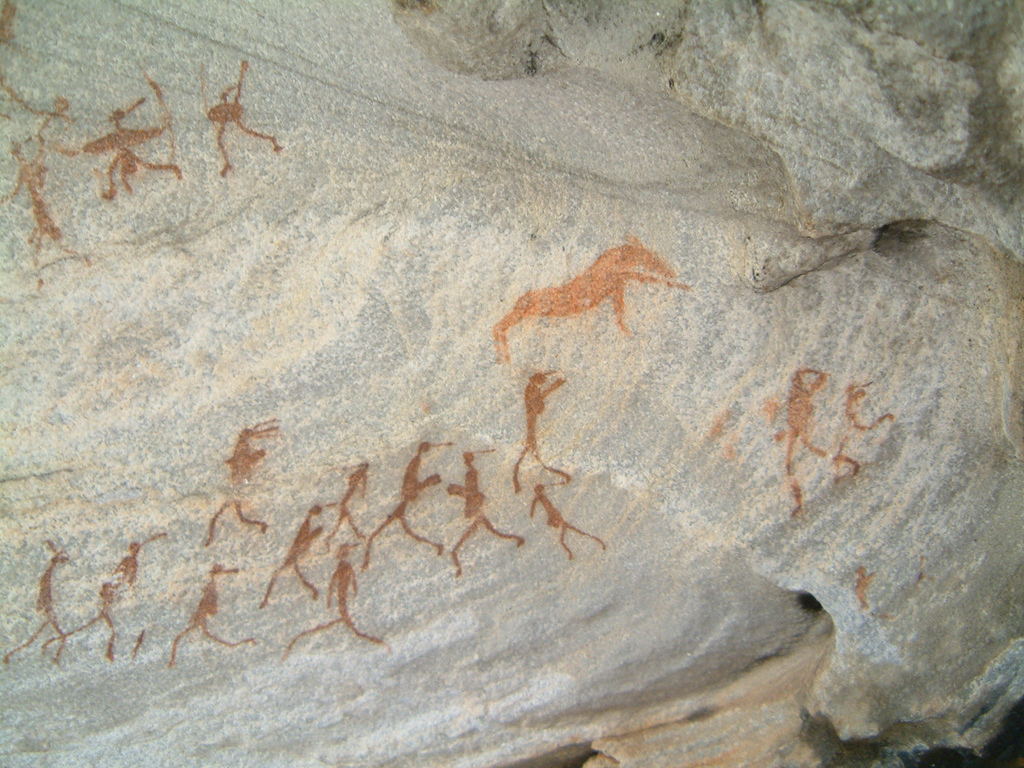
Grottmålning av sanfolket vid Perdekop Farm norr om Mossel Bay.

### Massmedier

#### Media
I reportrar utan gränsers World Press Index för år 2020 hamnade Sydafrika på plats tre i jämförelse med afrikanska länder, globalt 31 plats. Enligt RSF drabbas journalister av trakasserier om de behandlar ämnen som korruption, det styrande partiet ANC eller regeringens finansiering.

#### Radio och television
Sydafrikas statsägda public service heter South African Broadcasting Corporation (SABC) vars syfte är att producera nyheter samt inlärnings- och underhållningsmaterial för TV och radio för hela republiken.

### Konstarter

#### Musik och dans
Det finns en stor mångfald i sydafrikansk musik. Bland framstående sydafrikanska populärmusiker med internationell framgång kan nämnas sångerskan Miriam Makeba, sångaren Johnny Clegg, rap-rave-duon Die Antwoord och rockbandet Seether. Sydafrika har även producerat flera världskända jazzmusiker, som till exempel trumpetaren Hugh Masekela, Jonas Gwangwa, Abdullah Ibrahim, Jonathan Butler, Chris McGregor och Sathima Bea Benjamin. Kända namn inom konstmusiken är bland andra John Joubert, Arnold van Wyk och Gideon Fagan. Soweto String Quartet framför klassisk musik i en afrikansk stil. Kören Ladysmith Black Mambazo tillhör de mer kända traditionella musikgrupperna. Som exempel på namn i andra genrer kan nämnas Steve Hofmeyr, punkrockbandet Fokofpolisiekar och singersong-writern Jeremy Loops.

#### Bildkonst
Som historisk och traditionell konst i Sydafrika kan nämnas sanfolkets hällristningar och grottmålningar, varav flera är mer än 20 000 år gamla, zulufolkets pärlbroderier, träarbeten utförda av zulu- och vendafolken samt husmålningar skapade av ndebele-, tswana- och sothofolkens kvinnor.
I kampen mot apartheid utvecklades en verkningsfull propagandakonst. På senare år har en ny genre utvecklats, så kallad township art, som i olika tekniker visar människors vardag i de svarta stadsdelarna. Bland samtida sydafrikanska konstnärer som har fått internationellt genomslag kan nämnas Mmakgabo Helen Sebidi, Paul Sibisi, Sue Williamson, Lionel Davis och Bill Ainsly.

#### Litteratur

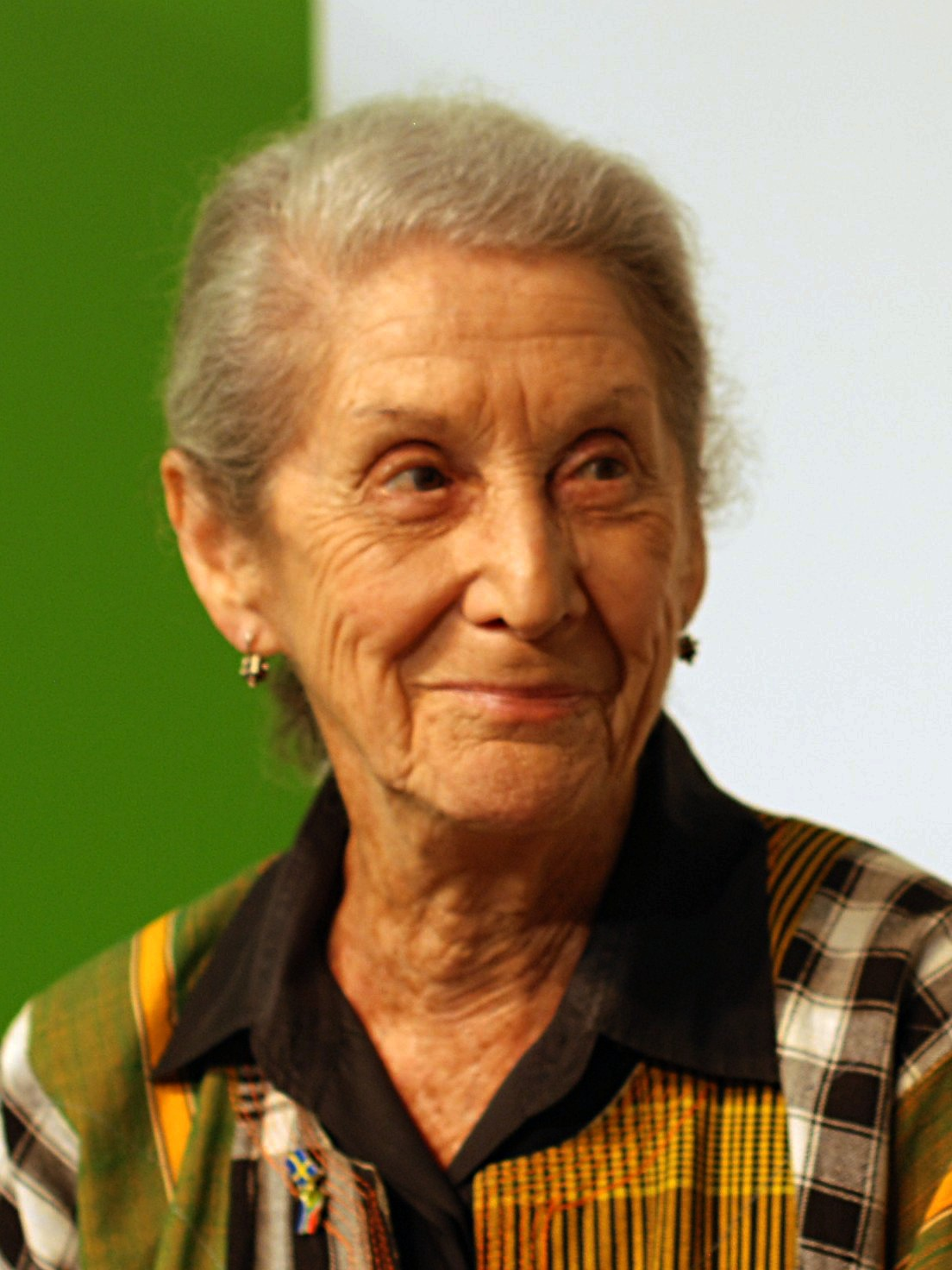
Nadine Gordimer på Bokmässan i Göteborg 2010.

#### Film
Sydafrikas första filmer gjordes av Joseph Rosenthal, som bland annat filmade andra boerkriget 1899–1902. Jamie Uys Gudarna måste vara tokiga (1980) var bland de första sydafrikanska filmerna att få en större publik utanför landet. Gavin Hoods film Tsotsi (2005), om en gängledare i en kåkstad i Johannesburg, belönades med en Oscar för bästa utländska film. En annan uppmärksammad film från senare år är District 9 (2009) av Neill Blomkamp, en science fiction-film om rymdvarelser som strandat i Johannesburg och behandlas illa av de sydafrikanska myndigheterna. Filmen kan ses som en allegorisk kommentar till hur svarta behandlades under apartheideran, och nominerades till fyra Oscar.

### Traditioner

#### Matkultur
Eftersom Sydafrika är ett multietniskt samhälle uppvisar köket influenser från många olika delar av världen. Kött och kyckling utgör grunden för många rätter, men även fisk och skaldjur förekommer. Sydafrika är en stor producent av vin, och man dricker också gärna öl.

#### Kultursymboler och viktiga personligheter

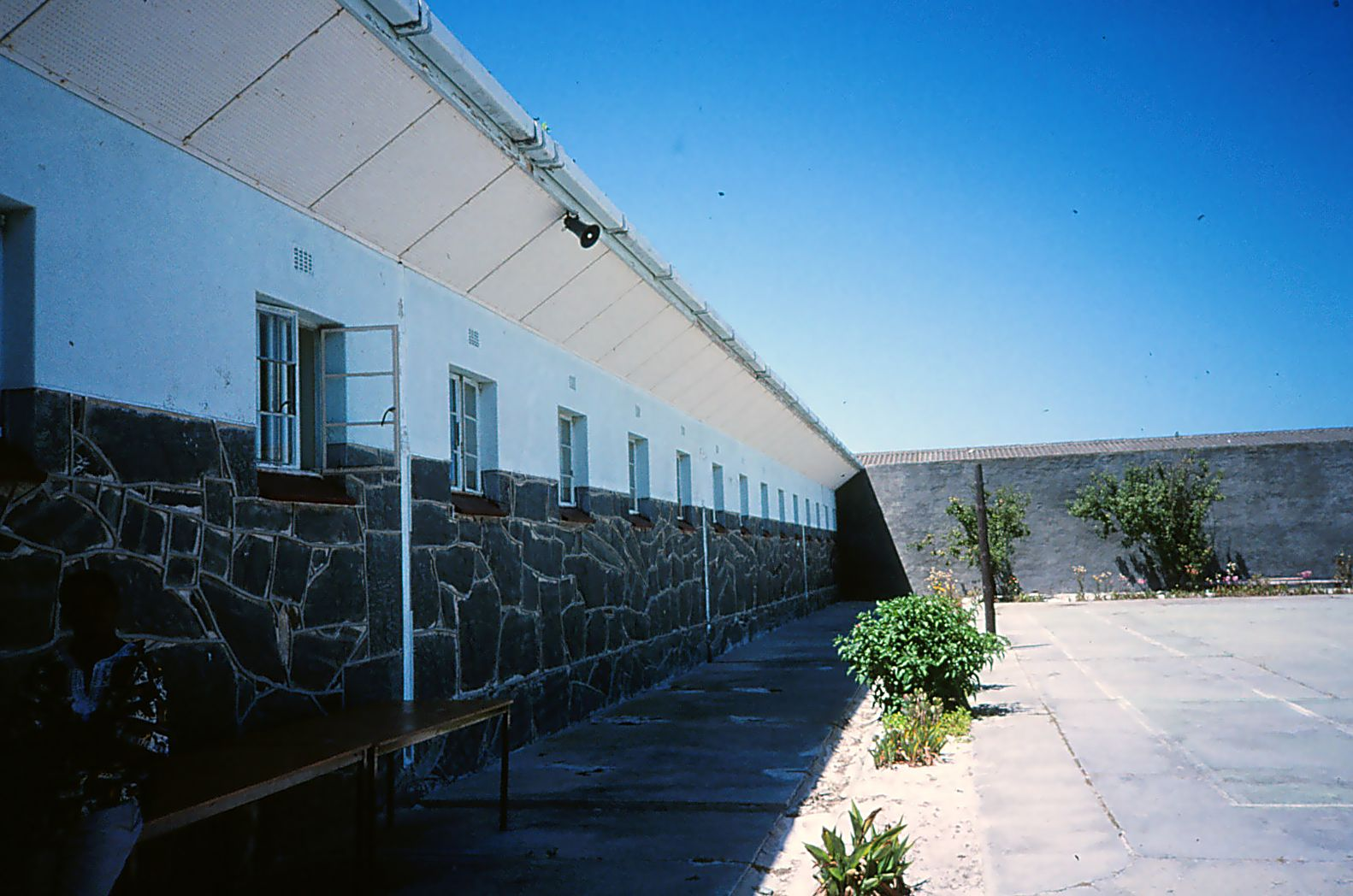
Fängelset på Robben Island.

Sydafrika har åtta världsarv, varav fyra är kultur- och tre naturvärldsarv, och ett är blandat.
Kulturarven är Robben Island (utnämnt 1999), de hominida fossilområdena Sterkfontein, Swartkrans och Kromdraai med omgivningar (1999), kulturlandskapet Mapungubwe (2003) och botaniska kulturlandskapet Richtersveld (2007). Naturarven är iSimangaliso våtmarkspark (1999), skyddade områden i Cape Floral Region (2004) och Vredefortkratern (2005). Det blandade världsarvet är uKhahlamba/Drakensbergs park (2000).
Nelson Mandela känd för sin kamp för avskaffandet av apartheid samt nobelpristagare var från Sydafrika, liksom Desmond Tutu även han nobelpristagare och känd för sin kamp mot apartheid.

### Idrott

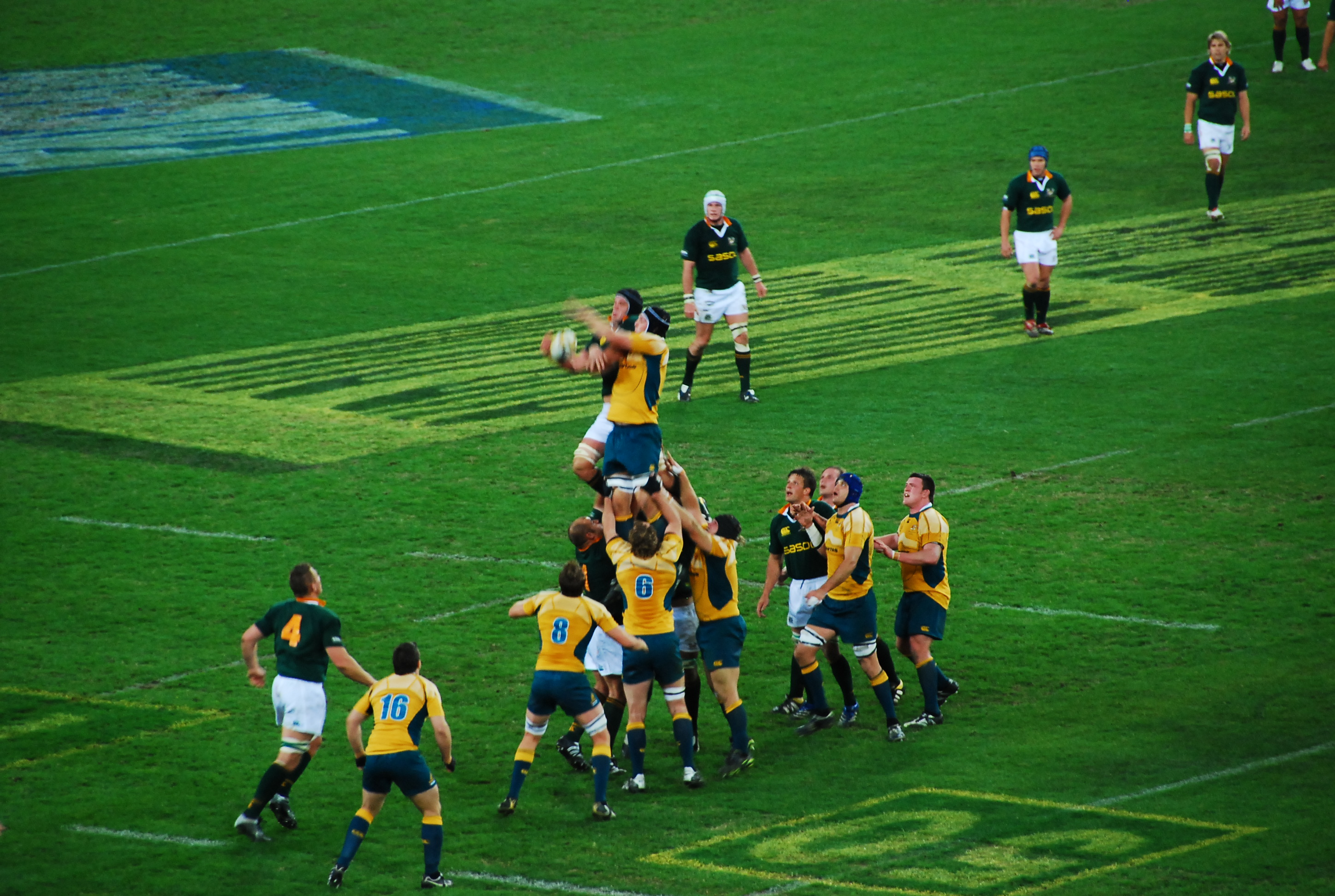
Sydafrikas rugbylandslag Springboks möter Australien, 2007.

Bland sport är fotboll generellt populärast bland den svarta befolkningen, rugby bland den vita minoriteten, cricket bland de vita och indiska minoriteterna. Även motorsport, simning, surfing och friidrott är sporter som utövas med blandad framgång i landet.
Sydafrika tilläts inte delta i internationella idrottstävlingar under apartheideran. Landet var bannlyst från OS mellan 1964 och 1992, av internationella fotbollsförbundet från 1964 samt från cricket- och rugbytävlingar under 1970- och 1980-talen. Efter att raslagarna upphävdes välkomnades landet åter att tävla internationellt. Sydafrika anordnade VM i rugby 1995, och deras lag, kallat "Springboks", lyckades sensationellt vinna hela tävlingen. Anmärkningsvärt är att president Nelson Mandela lyckades ena hela nationen till stöd för Springboks, trots att laget, som i stort sett enbart bestod av vita spelare, av den svarta majoriteten länge setts som en symbol för apartheidsystemet. Detta har dramatiserats i filmen Invictus – de oövervinneliga. Springboks har sedan dess vunnit VM ännu en gång, 2007.
Världsmästerskapet i fotboll 2010 hölls i Sydafrika. Det var första gången någonsin som fotbolls-VM hölls i Afrika. Sydafrikas landslag spelade öppningsmatchen mot Mexiko fredagen den 11 juni.

## Internationella rankningar
| Organisation                                | Undersökning                   | Rankning   |
| ------------------------------------------- | ------------------------------ | ---------- |
| Heritage Foundation/The Wall Street Journal | Index of Economic Freedom 2019 | 102 av 180 |
| Reportrar utan gränser                      | Pressfrihetsindex 2019         | 31 av 180  |
| Transparency International                  | Korruptionsindex 2018          | 34 av 180  |
| FN:s utvecklingsprogram                     | Human Development Index 2018   | 113 av 189 |